# Rodelen op de Olympische Winterspelen
De olympische sport rodelen staat sinds 1964 onafgebroken op het programma van de Olympische Winterspelen. Bij de eerste dertien edities bestond het programma uit drie onderdelen, mannen en vrouwen enkelrodel en de dubbelrodel. Bij de veertiende editie werd het onderdeel estafette voor landenteams aan het programma toegevoegd.

## Edities
| Spelen    | Jaar      | Gaststad / Gastland                        | Plaats                                     | Accommodatie                                            | Datum                                      | Landen                                     | Sporters                                   | Sporters                                   | Sporters                                   | Ond.                                       | Winnaar medaillespiegel                    |
| Spelen    | Jaar      | Gaststad / Gastland                        | Plaats                                     | Accommodatie                                            | Datum                                      | Landen                                     | Totaal                                     | M                                          | V                                          | Ond.                                       | Winnaar medaillespiegel                    |
| --------- | --------- | ------------------------------------------ | ------------------------------------------ | ------------------------------------------------------- | ------------------------------------------ | ------------------------------------------ | ------------------------------------------ | ------------------------------------------ | ------------------------------------------ | ------------------------------------------ | ------------------------------------------ |
| XXV       | 2026      | Milaan en Cortina d'Ampezzo, Italië        | Cortina d'Ampezzo                          | Pista olimpica Eugenio Monti                            | 6–22 februari                              |                                            |                                            |                                            |                                            | 5                                          |                                            |
| XXIV      | 2022      | Peking, China                              | Yanqing                                    | Yanqing Sliding Centre                                  | 5–10 februari                              | 26                                         | 106                                        | 71                                         | 35                                         | 4                                          | Duitsland                                  |
| XXIII     | 2018      | Pyeongchang, Zuid-Korea                    | Pyeongchang                                | Alpensia Sliding Centre                                 | 10–15 februari                             | 24                                         | 110                                        | 80                                         | 30                                         | 4                                          | Duitsland                                  |
| XXII      | 2014      | Sotsji, Rusland                            | Krasnaja Poljana                           | Sliding Center Sanki                                    | 8–13 februari                              | 24                                         | 108                                        | 77                                         | 31                                         | 4                                          | Duitsland                                  |
| XXI       | 2010      | Vancouver, Canada                          | Whistler                                   | Whistler Sliding Centre                                 | 13–17 februari                             | 24                                         | 107                                        | 78                                         | 29                                         | 3                                          | Duitsland                                  |
| XX        | 2006      | Turijn, Italië                             | Cesana Torinese                            | Cesana Pariol                                           | 11–15 februari                             | 24                                         | 108                                        | 78                                         | 30                                         | 3                                          | Duitsland                                  |
| XIX       | 2002      | Salt Lake City, Verenigde Staten           | Park City                                  | Utah Olympic Park Track                                 | 10–15 februari                             | 26                                         | 110                                        | 81                                         | 29                                         | 3                                          | Duitsland                                  |
| XVIII     | 1998      | Nagano, Japan                              | Nagano                                     | Spiral                                                  | 8–13 februari                              | 24                                         | 93                                         | 64                                         | 29                                         | 3                                          | Duitsland                                  |
| XVII      | 1994      | Lillehammer, Noorwegen                     | Lillehammer                                | Olympiske Bob- og Akebane                               | 13–18 februari                             | 25                                         | 92                                         | 67                                         | 25                                         | 3                                          | Italië                                     |
| XVI       | 1992      | Albertville, Frankrijk                     | La Plagne                                  | Bobslee-, rodel- en skeletonbaan van La Plagne          | 9–14 februari                              | 22                                         | 89                                         | 65                                         | 24                                         | 3                                          | Duitsland                                  |
| XV        | 1988      | Calgary, Canada                            | Calgary                                    | Canada Olympic Park bobsleigh, luge, and skeleton track | 14–19 februari                             | 22                                         | 90                                         | 66                                         | 24                                         | 3                                          | DDR                                        |
| XIV       | 1984      | Sarajevo, Joegoslavië                      | Sarajevo                                   | Sarajevo Olympic Bobsleigh and Luge Track               | 9–15 februari                              | 17                                         | 81                                         | 54                                         | 27                                         | 3                                          | DDR                                        |
| XIII      | 1980      | Lake Placid, Verenigde Staten              | Lake Placid                                | Mt. Van Hoevenberg Olympic Bobsled Run                  | 13–19 februari                             | 14                                         | 80                                         | 54                                         | 26                                         | 3                                          | DDR                                        |
| XII       | 1976      | Innsbruck, Oostenrijk                      | Igls                                       | Olympia-Rodelbahn Igls                                  | 4–7 februari                               | 16                                         | 93                                         | 67                                         | 26                                         | 3                                          | DDR                                        |
| XI        | 1972      | Sapporo, Japan                             | Sapporo                                    | Sapporo Teine                                           | 4–7 februari                               | 13                                         | 83                                         | 61                                         | 22                                         | 3                                          | DDR                                        |
| X         | 1968      | Grenoble, Frankrijk                        | Villard-de-Lans                            | Piste de luge Villard-de-Lan                            | 11–13 februari                             | 14                                         | 85                                         | 59                                         | 26                                         | 3                                          | DDR                                        |
| IX        | 1964      | Innsbruck, Oostenrijk                      | Igls                                       | Olympia-Rodelbahn Igls                                  | 30 januari – 4 februari                    | 12                                         | 68                                         | 51                                         | 17                                         | 3                                          | Duitsland                                  |
| 1924-1960 | 1924-1960 | Geen rodelen op de Olympische Winterspelen | Geen rodelen op de Olympische Winterspelen | Geen rodelen op de Olympische Winterspelen              | Geen rodelen op de Olympische Winterspelen | Geen rodelen op de Olympische Winterspelen | Geen rodelen op de Olympische Winterspelen | Geen rodelen op de Olympische Winterspelen | Geen rodelen op de Olympische Winterspelen | Geen rodelen op de Olympische Winterspelen | Geen rodelen op de Olympische Winterspelen |

## Onderdelen
| Onderdeel      | 64 | 68 | 72 | 76 | 80 | 84 | 88 | 92 | 94 | 98 | 02 | 06 | 10 | 14 | 18 | 22 | 26 | Totaal |
| -------------- | -- | -- | -- | -- | -- | -- | -- | -- | -- | -- | -- | -- | -- | -- | -- | -- | -- | ------ |
| Mannen enkel   | •  | •  | •  | •  | •  | •  | •  | •  | •  | •  | •  | •  | •  | •  | •  | •  | •  | 17     |
| Vrouwen enkel  | •  | •  | •  | •  | •  | •  | •  | •  | •  | •  | •  | •  | •  | •  | •  | •  | •  | 17     |
| Dubbels mannen | •  | •  | •  | •  | •  | •  | •  | •  | •  | •  | •  | •  | •  | •  | •  | •  | •  | 17     |
| Estafette      |    |    |    |    |    |    |    |    |    |    |    |    |    | •  | •  | •  | •  | 4      |
| Dubbel (v)     |    |    |    |    |    |    |    |    |    |    |    |    |    |    |    |    | •  | 1      |
| Totaal         | 3  | 3  | 3  | 3  | 3  | 3  | 3  | 3  | 3  | 3  | 3  | 3  | 3  | 4  | 4  | 4  | 5  | 53     |

## Medaillewinnaars
De ”succesvolste olympiër” is de Duitse Natalie Geisenberger, die in 2018 Georg Hackl afloste. Ze won brons in 2010, en goud in 2014 en 2018 en 2022 op de enkelrodel en met het landenteam in 2014, 2018 en 2022. Haar teamgenoten in het landenteam in 2014, 2018 en 2022 Tobias Arlt en Tobias Wendl wonnen zes gouden medailles. In 2014, 2018 en 2022 wonnen ze ook de gouden medaille op de dubbelrodel.
De Duitser Georg Hackl won vijf medailles, waaronder drie gouden. Op de enkelrodel eindigde hij in de periode 1988-2002 respectievelijk als 2e, 1e, 1e, 1e en 2e. De Duitser Johannes Ludwig won in 2018 brons op de enkelrodel en goud met het landenteam en in 2022 goud in het enkelrodel en het landenteam.
Zijn landgenoot Felix Loch won ook drie  gouden medailles. Hij deed in 2010 en 2014 op de enkelrodel en in 2014 tevens met het landenteam.
Negen rodelaars wonnen ook twee gouden medailles, waaronder de Italiaan Armin Zöggeler. Hij heeft het record aantal van zes medailles behaald, allen behaald als enkelrodelaar. Van 1994-2014 nam hij achtereenvolgens als 3e, 2e, 1e, 1e, 3e en 3e op het erepodium plaats. Bij de vrouwen wonnen Steffi Walter-Martin (Oost-Duitsland) en Sylke Otto (Duitsland) tweemaal goud. Op de dubbelrodel wonnen drie duo's tweemaal goud. Hiervan was het (Oost-)Duitse duo Jan Behrendt / Stefan Krauße het succesvolst, zij wonnen vier medailles van 1988-1998 (2e, 1e, 3e, 1e). De Oostenrijkse broers Andreas Linger / Wolfgang Linger wonnen drie medailles, goud in 2006 en 2010 en zilver in 2014. Het Oost-Duitse duo Norbert Hahn / Hans Rinn wonnen goud in 1976 en 1980.
| P  | Olympiër                       | Land     | Jaren     | Goud | Zilver | Brons | T | Onderdeel         |
| -- | ------------------------------ | -------- | --------- | ---- | ------ | ----- | - | ----------------- |
| 1  | Natalie Geisenberger           | GER      | 2010-2022 | 6    | 0      | 1     | 7 | vrouwen/estafette |
| 2  | Tobias Arlt Tobias Wendl       | GER      | 2014-2022 | 6    | 0      | 0     | 6 | dubbel/estafette  |
| 4  | Georg Hackl                    | FRG/ GER | 1988-2002 | 3    | 2      | 0     | 5 | mannen            |
| 5  | Johannes Ludwig                | GER      | 2018-2022 | 3    | 0      | 1     | 4 | mannen/estafette  |
| 6  | Felix Loch                     | GER      | 2010-2014 | 3    | 0      | 0     | 3 | mannen/estafette  |
| 7  | Armin Zöggeler                 | ITA      | 1994-2014 | 2    | 1      | 3     | 6 | mannen/estafette  |
| 8  | Jan Behrendt Stefan Krauße     | DDR/ GER | 1988-1998 | 2    | 1      | 1     | 4 | dubbel            |
| 10 | Thomas Köhler                  | EUA/ DDR | 1964-1968 | 2    | 1      | 0     | 3 | mannen/dubbel     |
| 10 | Paul Hildgartner               | ITA      | 1972-1984 | 2    | 1      | 0     | 3 | mannen/dubbel     |
| 10 | Andreas Linger Wolfgang Linger | AUT      | 2006-2010 | 2    | 1      | 0     | 3 | dubbel            |
| 14 | Norbert Hahn Hans Rinn         | DDR      | 1976-1980 | 2    | 0      | 0     | 2 | dubbel            |
| 14 | Steffi Walter-Martin           | DDR      | 1984-1988 | 2    | 0      | 0     | 2 | vrouwen           |
| 14 | Sylke Otto                     | GER      | 1994-1998 | 2    | 0      | 0     | 2 | vrouwen           |

## Medaillespiegel
Tot en met de Olympische Winterspelen van 2018.
| Plaats | Land                     | NOC    | Goud | Zilver | Brons | Totaal |
| ------ | ------------------------ | ------ | ---- | ------ | ----- | ------ |
| 1      | Duitsland                | GER    | 26   | 14     | 9     | 49     |
| 2      | DDR                      | GDR    | 13   | 8      | 8     | 29     |
| 3      | Italië                   | ITA    | 7    | 4      | 8     | 19     |
| 4      | Oostenrijk               | AUT    | 6    | 12     | 10    | 28     |
| 5      | Duits eenheidsteam       | EUA    | 2    | 2      | 1     | 5      |
| 6      | Bondsrepubliek Duitsland | FRG    | 1    | 4      | 5     | 10     |
| 7      | Sovjet-Unie              | URS    | 1    | 2      | 3     | 6      |
| 8      | Verenigde Staten         | USA    | 0    | 3      | 3     | 6      |
| 9      | Rusland                  | RUS    | 0    | 3      | 0     | 3      |
| 10     | Letland                  | LAT    | 0    | 1      | 5     | 6      |
| 11     | Canada                   | CAN    | 0    | 1      | 1     | 2      |
| 12     | Russische ploeg          | ROC    | 0    | 0      | 1     | 1      |
| Totaal | Totaal                   | Totaal | 52   | 50     | 51    | 153    |

In 1972 werd er op de dubbel rodel tweemaal goud uitgereikt en geen zilver. 
Innsbruck 1964 · 
Grenoble 1968 · 
Sapporo 1972 · 
Innsbruck 1976 · 
Lake Placid 1980 · 
Sarajevo 1984 · 
Calgary 1988 · 
Albertville 1992 · 
Lillehammer 1994 · 
Nagano 1998 · 
Salt Lake City 2002 · 
Turijn 2006 · 
Vancouver 2010 · 
Sotsji 2014 · 
Pyeongchang 2018 · 
Peking 2022 
Lijst van olympische medaillewinnaars
Olympische Zomerspelen
Olympische Winterspelen
Gerelateerd
Olympische Jeugdspelen · Paralympische Spelen · Deaflympische Spelen · Special Olympic World Games
IOC · COA · BOIC · NOC*NSF · NAOC · SOC